# هيرميوس
هيرميوس هي شركة أمريكية ناشئة من أتلانتا ، جورجيا تقوم بتطوير طائرة تفوق سرعتها سرعة الصوت .

## تاريخ
تأسست الشركة في عام 2018 وتلقت جولة أولية من التمويل بقيادة شركة مشاريع خوسلا .

## الطائرات
من المقرر أن تطير الطائرة قيد التطوير بسرعة ماخ 5 بمدى يصل إلى 4,600 ميل (7,400 كـم) . تدعي الشركة أنها صممت وصنعت واختبرت بنجاح نموذجًا أوليًا لمحرك ماخ 5 في فترة 9 أشهر. في أغسطس 2020 ، تلقت هيرميوس عقدًا بقيمة 1.5 مليون دولار من القوات الجوية الأمريكية لتطوير طائراتهم المقترحة لدخول وخدمة الأسطول الرئاسي الأمريكي في المستقبل والعمل كطائرة الرئاسة المحتملة.

## روابط خارجية
- الموقع الرسمي